# پیرو کیارا
پیرو کیارا (به ایتالیایی: Piero Chiara)، (زاده ۱۳ مارس ۱۹۱۳ - درگذشته ۳۱ دسامبر ۱۹۸۶)، نویسنده ایتالیایی است. از فیلم‌هایی که وی در ساخت آن نقش داشته‌است می‌توان به مرد سال اشاره کرد.

## گزیده آثار
- تقسیم (رمان)، ۱۹۶۴، ترجمهٔ مهدی سحابی، نشر مرکز